# Mistrzostwa Europy w Lekkoatletyce 1958
VI Mistrzostwa Europy w Lekkoatletyce rozgrywane były w dniach 19–24 sierpnia 1958 w Sztokholmie.

## Klasyfikacja medalowa
| Lp. | Konkurencja     | Złoto | Srebro | Brąz | Razem |
| --- | --------------- | ----- | ------ | ---- | ----- |
| 1.  | ZSRR            | 11    | 15     | 9    | 35    |
| 2.  | Polska          | 8     | 2      | 2    | 12    |
| 3.  | Wielka Brytania | 7     | 5      | 5    | 17    |
| 4.  | RFN             | 6     | 3      | 7    | 16    |
| 5.  | Szwecja         | 1     | 2      | 3    | 6     |
| 6.  | Czechosłowacja  | 1     | 2      | 1    | 4     |
| 7.  | Finlandia       | 1     | –      | –    | 1     |
| 7.  | Rumunia         | 1     | –      | –    | 1     |
| 9.  | NRD             | –     | 2      | 3    | 5     |
| 10. | Norwegia        | –     | 2      | –    | 2     |
| 11. | Bułgaria        | –     | 1      | –    | 1     |
| 11. | Jugosławia      | –     | 1      | –    | 1     |
| 11. | Włochy          | –     | 1      | –    | 1     |
| 14. | Węgry           | –     | –      | 2    | 2     |
| 15. | Francja         | –     | –      | 1    | 1     |
| 15. | Irlandia        | –     | –      | 1    | 1     |
| 15. | Islandia        | –     | –      | 1    | 1     |
| 15. | Szwajcaria      | –     | –      | 1    | 1     |

## Wyniki

### mężczyźni

#### konkurencje biegowe
| konkurencja                                    | złoto                                                                          | złoto      | srebro                                                                          | srebro  | brąz                                                                      | brąz    |
| ---------------------------------------------- | ------------------------------------------------------------------------------ | ---------- | ------------------------------------------------------------------------------- | ------- | ------------------------------------------------------------------------- | ------- |
| Bieg na 100 metrów (szczegóły)                 | Armin Hary · RFN                                                               | 10,3 CR    | Manfred Germar · RFN                                                            | 10,4    | Peter Radford · Wielka Brytania                                           | 10,4    |
| Bieg na 200 metrów (szczegóły)                 | Manfred Germar · RFN                                                           | 21,0       | David Segal · Wielka Brytania                                                   | 21,3    | Jocelyn Delecour · Francja                                                | 21,3    |
| Bieg na 400 metrów (szczegóły)                 | John Wrighton · Wielka Brytania                                                | 46,5 CR    | John Salisbury · Wielka Brytania                                                | 46,5    | Karl-Friedrich Haas · RFN                                                 | 47,0    |
| Bieg na 800 metrów (szczegóły)                 | Mike Rawson · Wielka Brytania                                                  | 1:47,8     | Audun Boysen · Norwegia                                                         | 1:47,9  | Paul Schmidt · RFN                                                        | 1:47,9  |
| Bieg na 1500 metrów (szczegóły)                | Brian Hewson · Wielka Brytania                                                 | 3:41,9 CR  | Dan Waern · Szwecja                                                             | 3:42,1  | Ron Delany · Irlandia                                                     | 3:42,3  |
| Bieg na 5000 metrów (szczegóły)                | Zdzisław Krzyszkowiak · Polska                                                 | 13:53,4 WR | Kazimierz Zimny · Polska                                                        | 13:55,2 | Gordon Pirie · Wielka Brytania                                            | 14:01,6 |
| Bieg na 10 000 metrów (szczegóły)              | Zdzisław Krzyszkowiak · Polska                                                 | 28:56,0 CR | Jewgienij Żukow · ZSRR                                                          | 28:58,6 | Nikołaj Pudow · ZSRR                                                      | 29:02,2 |
| Maraton (szczegóły)                            | Siergiej Popow · ZSRR                                                          | 2:15:17    | Iwan Filin · ZSRR                                                               | 2:20:51 | Fred Norris · Wielka Brytania                                             | 2:21:15 |
| Bieg na 110 metrów przez płotki (szczegóły)    | Martin Lauer · RFN                                                             | 13,7 ER    | Stanko Lorger · Jugosławia                                                      | 14,1    | Anatolij Michajłow · ZSRR                                                 | 14,4    |
| Bieg na 400 metrów przez płotki (szczegóły)    | Jurij Litujew · ZSRR                                                           | 51,1       | Per-Owe Trollsås · Szwecja                                                      | 51,6    | Bruno Galliker · Szwajcaria                                               | 51,8    |
| Bieg na 3000 metrów z przeszkodami (szczegóły) | Jerzy Chromik · Polska                                                         | 8:38,2 CR  | Siemion Rżyszczyn · ZSRR                                                        | 8:38,8  | Hans Hüneke · RFN                                                         | 8:43,6  |
| Sztafeta 4 × 100 metrów (szczegóły)            | RFN · Walter Mahlendorf · Armin Hary · Heinz Fütterer · Manfred Germar         | 40,2 CR    | Wielka Brytania · Peter Radford · Roy Sandstrom · David Segal · Adrian Breacker | 40,4    | ZSRR · Boris Tokariew · Edwin Ozolin · Jurij Konowałow · Łeonid Barteniew | 40,4    |
| Sztafeta 4 × 400 metrów (szczegóły)            | Wielka Brytania · Ted Sampson · John MacIsaac · John Wrighton · John Salisbury | 3:07,9 CR  | RFN · Carl Kaufmann · Manfred Poerschke · Johannes Kaiser · Karl-Friedrich Haas | 3:08,2  | Szwecja · Nils Holmberg · Hans Lindgren · Lennart Jonsson · Alf Petersson | 3:10,7  |
| Chód na 20 kilometrów (szczegóły)              | Stan Vickers · Wielka Brytania                                                 | 1:33:09    | Leonid Spirin · ZSRR                                                            | 1:35:04 | Lennart Back · Szwecja                                                    | 1:35:22 |
| Chód na 50 kilometrów (szczegóły)              | Jewgienij Maskinskow · ZSRR                                                    | 4:17:15    | Abdon Pamich · Włochy                                                           | 4:18:00 | Max Weber · NRD                                                           | 4:19:58 |

#### konkurencje techniczne
| konkurencja                | złoto                         | złoto    | srebro                          | srebro | brąz                            | brąz  |
| -------------------------- | ----------------------------- | -------- | ------------------------------- | ------ | ------------------------------- | ----- |
| Skok wzwyż (szczegóły)     | Rickard Dahl · Szwecja        | 2,12 CR  | Jiří Lanský · Czechosłowacja    | 2,10   | Stig Pettersson · Szwecja       | 2,10  |
| Skok o tyczce (szczegóły)  | Eeles Landström · Finlandia   | 4,50 CR  | Manfred Preußger · RFN          | 4,50   | Władimir Bułatow · ZSRR         | 4,50  |
| Skok w dal (szczegóły)     | Igor Ter-Owanesian · ZSRR     | 7,81 CR  | Kazimierz Kropidłowski · Polska | 7,67   | Henryk Grabowski · Polska       | 7,51  |
| Trójskok (szczegóły)       | Józef Szmidt · Polska         | 16,43 CR | Oleg Riachowski · ZSRR          | 16,02  | Vilhjálmur Einarsson · Islandia | 16,00 |
| Pchnięcie kulą (szczegóły) | Arthur Rowe · Wielka Brytania | 17,78 CR | Wiktor Lipsnis · ZSRR           | 17,47  | Jiří Skobla · Czechosłowacja    | 17,12 |
| Rzut dyskiem (szczegóły)   | Edmund Piątkowski · Polska    | 53,92 CR | Todor Artarski · Bułgaria       | 53,82  | Władimir Trusieniow · ZSRR      | 53,74 |
| Rzut młotem (szczegóły)    | Tadeusz Rut · Polska          | 64,78 CR | Michaił Kriwonosow · ZSRR       | 63,78  | Gyula Zsivótzky · Węgry         | 63,68 |
| Rzut oszczepem (szczegóły) | Janusz Sidło · Polska         | 80,18 CR | Egil Danielsen · Norwegia       | 78,27  | Gergely Kulcsár · Węgry         | 75,26 |
| Dziesięciobój (szczegóły)  | Wasilij Kuzniecow · ZSRR      | 7697 CR  | Uno Palu · ZSRR                 | 7448   | Walter Meier · NRD              | 7405  |

### kobiety

#### konkurencje biegowe
| konkurencja                                | złoto                                                                    | złoto     | srebro                                                                           | srebro | brąz                                                                              | brąz   |
| ------------------------------------------ | ------------------------------------------------------------------------ | --------- | -------------------------------------------------------------------------------- | ------ | --------------------------------------------------------------------------------- | ------ |
| Bieg na 100 metrów (szczegóły)             | Heather Young · Wielka Brytania                                          | 11,7 CR   | Wira Krepkina · ZSRR                                                             | 11,7   | Christa Stubnick · NRD                                                            | 11,8   |
| Bieg na 200 metrów (szczegóły)             | Barbara Janiszewska · Polska                                             | 24,1      | Hannelore Sadau · NRD                                                            | 24,3   | Marija Itkina · ZSRR                                                              | 24,3   |
| Bieg na 400 metrów (szczegóły)             | Marija Itkina · ZSRR                                                     | 53,7 WR   | Jekatierina Parluk · ZSRR                                                        | 54,8   | Moyra Hiscox · Wielka Brytania                                                    | 55,7   |
| Bieg na 800 metrów (szczegóły)             | Jelizawieta Jermołajewa · ZSRR                                           | 2:06,3 CR | Diane Leather · Wielka Brytania                                                  | 2:06,6 | Dzidra Levicka · ZSRR                                                             | 2:06,6 |
| Bieg na 80 metrów przez płotki (szczegóły) | Galina Bystrowa · ZSRR                                                   | 10,9 CR   | Zenta Kopp · RFN                                                                 | 10,9   | Gisela Birkemeyer · NRD                                                           | 11,0   |
| Sztafeta 4 × 100 metrów (szczegóły)        | ZSRR · Wira Krepkina · Linda Kepp · Nonna Polakowa · Wałentyna Masłowska | 45,3 ER   | Wielka Brytania · Madeleine Weston · Dorothy Hyman · Claire Dew · Carole Quinton | 46,0   | Polska · Maria Chojnacka · Barbara Janiszewska · Celina Jesionowska · Maria Bibro | 46,0   |

#### konkurencje techniczne
| konkurencja                | złoto                           | złoto    | srebro                            | srebro | brąz                              | brąz  |
| -------------------------- | ------------------------------- | -------- | --------------------------------- | ------ | --------------------------------- | ----- |
| Skok wzwyż (szczegóły)     | Iolanda Balaș · Rumunia         | 1,77 CR  | Taisija Czenczik · ZSRR           | 1,70   | Dorothy Shirley · Wielka Brytania | 1,67  |
| Skok w dal (szczegóły)     | Liesel Jakobi · RFN             | 6,14 CR  | Walentina Litujewa · ZSRR         | 6,00   | Nina Protczenko · ZSRR            | 5,99  |
| Pchnięcie kulą (szczegóły) | Marianne Werner · RFN           | 15,74 CR | Tamara Tyszkiewicz · ZSRR         | 15,54  | Tamara Press · ZSRR               | 15,53 |
| Rzut dyskiem (szczegóły)   | Tamara Press · ZSRR             | 52,32 CR | Štěpánka Mertová · Czechosłowacja | 52,19  | Kriemhild Hausmann · RFN          | 50,99 |
| Rzut oszczepem (szczegóły) | Dana Zátopková · Czechosłowacja | 56,02 CR | Birute Zalagaitytė · ZSRR         | 51,30  | Jutta Neumann · RFN               | 50,50 |
| Pięciobój (szczegóły)      | Galina Bystrowa · ZSRR          | 4215 CR  | Nina Winogradowa · ZSRR           | 4112   | Edeltraud Eiberle · RFN           | 4076  |

## Objaśnienia skrótów
WR – rekord świata
ER – rekord Europy
CR – rekord mistrzostw Europy